# COVID-19-Pandemie in Bahrain
Die COVID-19-Pandemie in Bahrain tritt als regionales Teilgeschehen des weltweiten Ausbruchs der Atemwegserkrankung COVID-19 auf und beruht auf Infektionen mit dem Ende 2019 neu aufgetretenen Virus SARS-CoV-2 aus der Familie der Coronaviren. Die COVID-19-Pandemie breitet sich seit Dezember 2019 von China ausgehend aus. Ab dem 11. März 2020 stufte die Weltgesundheitsorganisation (WHO) das Ausbruchsgeschehen des neuartigen Coronavirus als Pandemie ein.

## Verlauf
Am 21. Februar 2020 wurde der erste COVID-19-Fall in Bahrain bestätigt. In den WHO-Situationsberichten tauchten die ersten acht Fälle erstmals am 25. Februar 2020 auf.
Bis zum 8. April 2020 wurden von der WHO 811 COVID-19-Fälle und fünf Todesfälle in Bahrain bestätigt.
Am 4. Dezember 2020 hat Bahrain als zweite Nation der Welt den Covid-19-Impfstoff BNT162b2 für Notfall zugelassen.

## Statistik
Die Fallzahlen entwickelten sich während der COVID-19-Pandemie in Bahrain wie folgt:

### Infektionen

Bestätigte Infizierte in Bahrain nach Daten der WHO. Oben kumuliert, unten Tageswerte

### Todesfälle

Bestätigte Todesfälle in Bahrain nach Daten der WHO. Oben kumuliert, unten Tageswerte